# Ferrari Fairtex
Ferrari Fairtex (เฟอรารี่ แฟร์เท็กซ์) es un peleador de Muay Thai tailandés que actualmente compite en la categoría de peso gallo de ONE Championship. Desde el 24 de noviembre de 2022, está en la posición #5 del ranking de kickboxing de peso gallo de ONE.

## Biografía y carrera
El 21 de marzo de 2022, Ferrari derrotó a Tapaokaew Singmawynn por decisión en el Rajadamnern Stadium. Esta victoria lo posicionó como un fuerte candidato para el premio de Peleador del Año de la Asociación de Escritores Deportivos de Tailandia.

### ONE Championship
Ferrari enfrentó a Han Zihao en ONE 161 el 29 de septiembre de 2022. Durante el pesaje, Han Zihao pesó 153.75 libras, 8.75 libras sobre el límite de peso gallo. La pelea fue trasladada a peso pluma (145–155 lbs) donde Han fue multado con el 30%, el cual fue hacía a Ferrari Fairtex. Ganó la pelea por decisión unánime.
Ferrari enfrentó a Fabio Reis el 10 de febrero de 2023, en ONE Friday Fights 4.
Ferrari estaba programado para enfrentar a Felipe Lobo el 21 de abril de 2023, en ONE Fight Night 9. Sin embargo, Ferrari se retiró de la pelea y fue reemplazado por Saemapetch Fairtex.
Ferrari está programado para enfrentar a Fariya Aminipour el 28 de abril de 2023, en ONE Friday Fights 14.

## Campeonatos y logros
- Channel 7 Boxing Stadium
  - Campeón de 135 lbs de Channel 7 Stadium de 2018[9]

- International Federation of Muaythai Associations
  - Campeonatos Mundiales de -63.5 kg de IFMA

Premios
- Peleador del Año 2021 de la Asociación de Escritores Deportivos de Tailandia[10]

## Récord en Muay Thai
| Récord en Muay Thai                                    | Récord en Muay Thai | Récord en Muay Thai               | Récord en Muay Thai                                      | Récord en Muay Thai            | Récord en Muay Thai    | Récord en Muay Thai | Récord en Muay Thai |
| ------------------------------------------------------ | ------------------- | --------------------------------- | -------------------------------------------------------- | ------------------------------ | ---------------------- | ------------------- | ------------------- |
| 135 Victorias, 32 Derrotas, 2 Empates                  |                     |                                   |                                                          |                                |                        |                     |                     |
| Fecha                                                  | Resultado           | Oponente                          | Evento                                                   | Localización                   | Método                 | Ronda               | Tiempo              |
| 02-08-2024                                             | Derrota             | Dmitrii Kovtun                    | ONE Fight Night 24                                       | Bangkok, Tailandia             | Decisión (Unánime)     | 3                   | 3:00                |
| 22-03-2024                                             | Victoria            | Mavlud Tupiev                     | ONE Friday Fights 56                                     | Bangkok, Tailandia             | Decisión (Unánime)     | 3                   | 3:00                |
| 12-01-2024                                             | Victoria            | Antar Kacem                       | ONE Friday Fights 47                                     | Bangkok, Tailandia             | Decisión (Unánime)     | 3                   | 3:00                |
| 24-11-2023                                             | Victoria            | Kirill Khomutov                   | ONE Friday Fights 42                                     | Bangkok, Tailandia             | Decisión (Unánime)     | 3                   | 3:00                |
| 04-08-2023                                             | Victoria            | Ilyas Musaev                      | ONE Friday Fights 27                                     | Bangkok, Tailandia             | Decisión (Unánime)     | 3                   | 3:00                |
| 28-04-2023                                             | Derrota             | Fariya Aminipour                  | ONE Friday Fights 14                                     | Bangkok, Tailandia             | Decisión (Unánime)     | 3                   | 3:00                |
| 10-02-2023                                             | Derrota             | Fabio Reis                        | ONE Friday Fights 4                                      | Bangkok, Tailandia             | KO (Puñetazo)          | 2                   | 2:30                |
| 2022-10-22                                             | Victoria            | Tapaokaew Singmawynn              | Ruamponkon Samui: Samui Super Fight, Petchbuncha Stadium | Ko Samui, Tailandia            | Decisión               | 5                   | 3:00                |
| 29-09-2022                                             | Victoria            | Han Zihao                         | ONE 161                                                  | Kallang, Singapur              | Decisión (Unánime)     | 3                   | 3:00                |
| 2022-07-06                                             | Victoria            | Phet-Utong Sor.Sommai             | Muaythai Palangmai, Rajadamnern Stadium                  | Bangkok, Tailandia             | TKO (Paro del Réferi)  | 4                   |                     |
| 2022-05-09                                             | Derrota             | Tapaokaew Singmawynn              | Satun Super Fight                                        | Provincia de Satun, Tailandia  | Decisión               | 5                   | 3:00                |
| 2022-03-21                                             | Victoria            | Tapaokaew Singmawynn              | Singmawin, Rajadamnern Stadium                           | Bangkok, Tailandia             | Decisión               | 5                   | 3:00                |
| 2022-01-09                                             | Victoria            | Sangmanee Sor Tienpo              | Channel 7 Boxing Stadium                                 | Bangkok, Tailandia             | Decisión               | 5                   | 3:00                |
| 2021-11-16                                             | Victoria            | Nuenglanlek Jitmuangnon           | Lumpinee GoSport + Kiatpetch, Lumpinee Stadium           | Bangkok, Tailandia             | Decisión               | 5                   | 3:00                |
| 2021-10-17                                             | Derrota             | Tapaokaew Singmawynn              | Channel 7 Boxing Stadium                                 | Bangkok, Tailandia             | Decisión               | 5                   | 3:00                |
| 2021-03-14                                             | Victoria            | Rittewada Sitthikul               | Channel 7 Boxing Stadium                                 | Bangkok, Tailandia             | Decisión               | 5                   | 3:00                |
| 2021-02-14                                             | Victoria            | Yodlekpet Or. Pitisak             | Channel 7 Boxing Stadium                                 | Bangkok, Tailandia             | Decisión (Mayoritaria) | 5                   | 3:00                |
| 2020-12-13                                             | Victoria            | Thaksinlek Kiatniwat              | Channel 7 Boxing Stadium                                 | Bangkok, Tailandia             | Decisión               | 5                   | 3:00                |
| 2020-02-09                                             | Victoria            | Muangthai PKSaenchaimuaythaigym   | Srithammaracha + Kiatpetch Super Fight                   | Nakhon Si Thammarat, Tailandia | Decisión               | 5                   | 3:00                |
| 2020-01-10                                             | Victoria            | Thaksinlek Kiatniwat              | Rajadamnern Stadium                                      | Bangkok, Tailandia             | Decisión               | 5                   | 3:00                |
| 2019-10-05                                             | Derrota             | Muangthai PKSaenchaimuaythaigym   | Suek Muay Thai Vithee                                    | Buriram, Tailandia             | Decisión               | 5                   | 3:00                |
| 2019-09-13                                             | Victoria            | Shadow Suanaharnpeekmai           | Samui Festival + Kiatpetch                               | Ko Samui, Tailandia            | Decisión               | 5                   | 3:00                |
| 2019-06-26                                             | Victoria            | Mahadet Chor.Archariya            | RuamponkonSamui + Kiatpetch Super Fight.                 | Surat Thani, Tailandia         | Decisión               | 5                   | 3:00                |
| 2019-05-10                                             | Derrota             | Shadow Suanaharnpeekmai           | Lumpinee Stadium                                         | Bangkok, Tailandia             | Decisión               | 5                   | 3:00                |
| 2019-03-19                                             | Derrota             | Kulabdam Sor.Jor.Piek-U-Thai      | Lumpinee Stadium                                         | Bangkok, Tailandia             | Decisión               | 5                   | 3:00                |
| Por el título vacante de 140 lbs de Lumpinee Stadium.  |                     |                                   |                                                          |                                |                        |                     |                     |
| 2019-02-10                                             | Victoria            | Inseethong Por.Peenapat           | OrTorGor.3 Stadium                                       | Nonthaburi, Tailandia          | Decisión               | 5                   | 3:00                |
| 2018-12-02                                             | Derrota             | Sittisak Petpayathai              | Channel 7 Boxing Stadium                                 | Bangkok, Tailandia             | Decisión               | 5                   | 3:00                |
| 2018-09-26                                             | Victoria            | Patakthep SinbiMuayThai           | Kiatpetch + Samui Super Fight                            | Ko Samui, Tailandia            | KO                     | 5                   |                     |
| 2018-08-12                                             | Victoria            | Jamesak SuperMuay                 | Channel 7 Boxing Stadium                                 | Bangkok, Tailandia             | Decisión               | 5                   | 3:00                |
| Ganó el título de 135 lbs de Channel 7 Boxing Stadium. |                     |                                   |                                                          |                                |                        |                     |                     |
| 2018-07-06                                             | Victoria            | Monkaw MUden                      | RuamponkonSamui                                          | Ko Samui, Tailandia            | Decisión               | 5                   | 3:00                |
| 2018-06-05                                             | Derrota             | Tawanchai PK Saenchaimuaythaigym  | Lumpinee Stadium                                         | Bangkok, Tailandia             | Decisión               | 5                   | 3:00                |
| 2018-05-01                                             | Derrota             | Yok Parunchai                     | Lumpinee Stadium                                         | Bangkok, Tailandia             | Decisión               | 5                   | 3:00                |
| 2018-03-06                                             | Victoria            | Sibsaen Tor.Aiwcharoenthongphuket | Lumpinee Stadium                                         | Bangkok, Tailandia             | Decisión               | 5                   | 3:00                |
| Ganó la apuesta de 2 millones de bahts.                |                     |                                   |                                                          |                                |                        |                     |                     |
| 2018-01-05                                             | Victoria            | Sakchanoi MUden                   | Lumpinee Stadium                                         | Bangkok, Tailandia             | Decisión               | 5                   | 3:00                |
| 2017-12-08                                             | Victoria            | Taladkaek Saksamrit               | Kiatpetch + Lumpinee Stadium 61st Birthday Anniversary   | Bangkok, Tailandia             | Decisión               | 5                   | 3:00                |
| 2017-11-04                                             | Derrota             | Taladkaek Saksamrit               | Lumpinee Stadium                                         | Bangkok, Tailandia             | Decisión               | 5                   | 3:00                |
| 2017-08-25                                             | Victoria            | Petchpradit MUden                 | Lumpinee Stadium                                         | Bangkok, Tailandia             | Decisión               | 5                   | 3:00                |
| 2017-07-23                                             | Victoria            | Pornchainoi Mor.Rattanabundit     | Channel 7 Boxing Stadium                                 | Bangkok, Tailandia             | KO                     | 4                   |                     |
| 2017-06-03                                             | Victoria            | Jancherng Theglaff Pattaya        | Lumpinee Stadium                                         | Bangkok, Tailandia             | Decisión               | 5                   | 3:00                |
| 2017-04-30                                             | Empate              | Ponchainoi Teeded 99              | Jitmuagnon Stadium                                       | Bangkok, Tailandia             | Decisión               | 5                   | 3:00                |
| 2017-03-04                                             | Derrota             | Kunhanlek Kiatjaroenchai          | Lumpinee Stadium                                         | Bangkok, Tailandia             | KO                     | 5                   |                     |
| 2017-02-08                                             | Victoria            | Phetpadong Phetsimean             | Rajadamnern Stadium                                      | Bangkok, Tailandia             | KO (Codazo)            | 2                   |                     |
| 2017-01-17                                             | Victoria            | Phetnumchai Naratreekul           | Lumpinee Stadium                                         | Bangkok, Tailandia             | Decisión               | 5                   | 3:00                |
| 2016-12-16                                             | Derrota             | Phetputhai Eminentair             | Lumpinee Stadium                                         | Bangkok, Tailandia             | Decisión               | 5                   | 3:00                |
| 2016-10-09                                             | Derrota             | Ratanaphon Kiatphontip            | Rajadamnern Stadium                                      | Bangkok, Tailandia             | Decisión               | 5                   | 3:00                |